# Lista över rollfigurer i Star Trek: The Next Generation
Det här är en lista över rollfigurer från science fictionserien Star Trek: The Next Generation. Rollfigurerna är listade i bokstavsordning efter efternamn, och endast figurer som spelade en betydande och återkommande roll i serien är inkluderade.

## Jack Crusher
Örlogskapten Jack R. Crusher porträtterades av Doug Wert. Han var död innan seriens början och var den framlidne maken till Beverly Crusher och far till Wesley Crusher, samt tidigare andrestyrman (nummer 3 i rangordningen) ombord USS Stargazer, som var Jean-Luc Picards första befälsuppdrag. Han dog i tjänst vid 32 års ålder (jordår), vilket fick Picard att skylla detta på sig själv fram tills han träffade Beverly Crusher när hon tillträdde sin tjänst på USS Enterprise. Crusher försäkrade Picard om att hon frivilligt hade sökt sig till Enterprise-D och inte på grund av Picards inflytande.
Jack Crusher spelade en gång in ett holografisk inspelning av sig själv där han förklarade sitt liv och de senaste händelserna till sin son Wesley kort efter att han föddes. Jack hade tänkt sig att detta skulle bli det första i en serie av meddelanden, en varje par av år, men till följd av hans bortgång, gjordes endast en inspelning. Vid tiden som Wesley först fick se inspelningen, var Jack redan död sedan flera år tillbaka.

### Framträdanden
Örlogskapten Crusher medverkar i följande avsnitt av Star Trek: The Next Generation:
- "Family", avsnitt nr 402, via en holografisk inspelning
- "Violations", avsnitt nr 512, via Beverly's minnesflashback
- "Journey's End", avsnitt nr 720, via Wesley's vision

## Guinan
Guinan är en återkommande rollfigur i TV-serien Star Trek: The Next Generation som spelas av Whoopi Goldberg. Guinan är bartender och föreståndare för Ten-Forward på rymdskeppet Enterprise-D, där hon bistår med ett lyssnande, sympatiskt öra för alla som behöver det. Hon har vid flera tillfällen bistått de flesta medlemmar av besättningen och självaste Picard lyssnar på henne när hon har något att säga.
Rollfiguren medverkar för första gången i den andra säsongens premiäravsnitt "The Child" och hon dyker upp vid flera tillfällen under loppet av de nästkommande säsongerna, men medverkar dock inte alls i den sjunde säsongen. Hon sägs ha den närmaste relationen med Jean-Luc Picard, som är "bortom vänskap" och "bortom familj", även om hur den exakta innebörden av denna relation är avslöjas aldrig.

### Biografi

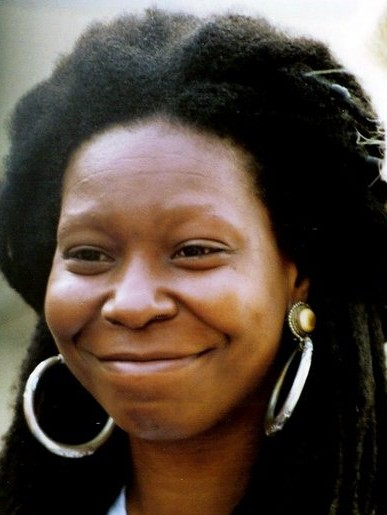
Whoopi Goldberg spelade Guinan.

Guinan kommer från början från planeten El-Auria. Som en flykting ombord på det El-Aurianska rymdskeppet Lakul räddas hon från det mystiska Nexus av USS Enterprise-B. Hon tillhör den El-auriska rasen som av naturen är "lyssnare" och som efter en attack mot sin hemvärld av borgerna lever utspridda över galaxen. Den efterföljande diasporan och återintegreringen av sitt folk, och till och med deras traditionella kläder som Guinan fortfarande bär, tolkas som en hänvisning till frågor om ras och kolonisering.
Hennes art är långlivade och hon är någonstans mellan 500 och 700 år gammal när hon kliver ombord Enterprise-D. I första delen av cliffhangern "Time's Arrow" avslöjas det att hon besökte Jorden år 1891, samt i "Rascals" framkommer att hennes far var 700 år gammal under detta avsnitt.
Hennes kloka råd visar sig då och då vara ganska värdefulla för besättningen. Vid ett tillfälle har hon försökt visa Troi att hon har andra förmågor, som hon kan använda när dennes förtroende skakas eftersom hennes telepatiska krafter tillfälligt slutar att fungera. I synnerhet står hon och Picard särskilt nära varandra, till den punkt de litar på varandra implicit, även om den fulla innebörden av deras relation aldrig avslöjas. Hon indikerar även att Picard stod vid hennes sida i en tid då hon hade allvarliga problem, samt att deras förhållande är "bortom vänskap, bortom familj" ("Best of Both Worlds, del 2"). Dessutom avslöjar hon att en av de första saker hon märker hos män är huvudet och har en förkärlek för skalliga män ("Booby Trap").
Även om hon ingalunda är fientlig eller krigförande, håller hon ett energigevär av främmande utformning (som hon påstår sig ha förvärvat på Magus III) bakom baren i Ten-Forward, vilket hon använde i avsnittet "Night Terrors" för att kväsa ett barbråk. Hon har också exceptionell träffsäkerhet, som när hon nästan utan ansträngning kunde överträffa Worf under ett prickskytteträning i avsnittet "Redemption".
I avsnittet "Yesterday's Enterprise", vilket handlar om att tidslinjen förändras, kan Guinan känna av störningarna även om alla andra tror att det är det naturliga händelseförloppet. I bokversionen av filmen Generations är det antytt att hennes ovanliga förmågor angående flödet av tiden kan vara relaterat till hennes anslutning till Nexus (denna teori har expanderats i romanen Engines of Destiny, där Guinan speglar att hennes Nexus-själv, existerande utanför tiden, är medveten om alla möjliga alternativ, och därmed kunna påverka hennes andra jag mot någon central målsättning att även hon inte kan uppfatta).
I avsnittet "Q Who?" ger Q ett skarpt svar, efter att ha få höra att hon kallas för "Guinan" i Enterprise-D's Ten-Forward lounge, "'Guinan' – is that your name now?" Han påstår att Guinan, "is not what she appears to be." Detta var ytterligare underförstått när Q "erbjöd" att ta bort henne från Enterprise och Guinan höjde då händerna mot honom, vilket innebar att hon hade egna stora krafter som hon inte hade avslöjat.

### Rollbesättning
Enligt Whoopi Goldberg, sade hon till producenterna för The Next Generation att hon ville vara med i serien, på grund av sin barndoms beundran för rollfiguren Uhura från originalserien som spelades av Nichelle Nichols. Från början kunde de inte hitta en passande roll för en så högrankad skådespelerska, fram till att Goldberg sade att hon inte brydde sig om hur stor eller liten rollen var. Det var utifrån detta som det bestämdes att ge henne rollen som en bartender. Guinan är uppkallad efter en bartender från förbudstiden vid namn Texas Guinan.

## Kurn
Kurn, porträtterad av Tony Todd, är Worfs bror och befälhavare i Klingon Defense Force i Star Trek: The Next Generation och Star Trek: Deep Space Nine.

### Officersutbytet
Kommendörkaptenen Kurn introduceras i avsnittet "Sins of the Father" där han som en del av ett utbytesprogram, blir posterad ombord Enterprise (i utbyte mot Rikers tidigare placering på ett Klingonskepp, i avsnittet "A Matter of Honor"). Kurn begär särskilt att få posteras på Enterprise och tilldelas på tillfällig basis posten som försteofficer. Han gör detta så att han kan observera Worf. Till slut avslöjar han att han är Worfs yngre bror.

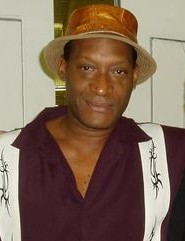
Tony Todd spelade Kurn.

Kurn berättar för Worf att det hade beslutats att han var för ung att följa med till Khitomer, där Worf alltid hade trott att hela hans familj hade dött. Den stjärnflotteofficer som räddade honom hade fått reda på av Klingonregeringen att Worf inte hade några levande släktingar, men Kurn togs omhand av deras fars närmaste vän Lorgh och växte upp som hans son. Vid en ålder av uppstigning, var Kurn informerad om sina sanna blodslinjer.[källa behövs]
Kurn informerar också Worf att rådet har bedömt Mogh och hans familj att vara förrädare och att Mogh hade förrått Khitomer till Romulanerna. Enterprise reser till Qo'noS så att Worf kan bemöta anklagelserna. Duras, som är son till Moghs främste rival Ja'rod, är den som leder åtalet av Worf. Duras försöker få Kurn mördad, men denne räddas av Enterprises personal och gör en fullständig återhämtning. Enterprises besättning upptäcker sedan att det egentligen är Ja'rod som samarbetade med Romulanerna. Men K'mpec vägrar att rentvå Moghs namn och är beredd att avrätta Worf. Worf går med på att bli utesluten på det enda villkoret att Kurns sanna släktskap hålls hemlig och att han får fortsätta att tjäna imperiet.[källa behövs]

### Gowrons tillträde som kansler
Worf träffar Kurn igen strax innan Klingoninbördeskriget i det tvådelade avsnittet "Redemption". Vid denna tidpunkt är Kurn kapten och kommenderar ett eget skepp. När de båda bröderna räddar Gowrons liv ger denne Worfs, Kurns och deras familjs heder tillbaka.
Efter inbördeskriget blir Kurn medlem i det högsta rådet. Han tjänstgör på denna post fram till brytningen mellan Klingonerna och federationen efter Klingonernas invasion av Cardassiernas territorium. När Worf vägrar att gå med Gowron, kastar Gowron ut honom ur Klingonsamhället. När detta inträffar tvingas Kurn från sin plats i rådet. Kurn blir bekymrad över framtiden för familjen eftersom han inte har några manliga arvingar, vilket gör att Worfs son Alexander blir husets nästa ledare. Kurn oroar sig över att Alexander inte kommer att vara redo att leda huset när det är dags.[källa behövs]

### Deep Space Nine
Kurns nästa framträdande är avsnittet "Sons of Mogh" i Deep Space Nine.
Efter att ha tvingats lämna rådet har han tappat lusten att leva. Kurn reser då till Deep Space Nine för att be sin bror att döda honom för att återupprätta sin heder. Worf försöker att fullfölja Kurns begäran, men stoppas av Jadzia Dax och Odo. Kapten Sisko är rasande över detta och förbjuder Worf att ta Kurns liv. Worf tvingas således att försöka få Kurn att återfå sin vilja att leva. Odo går med på att göra Kurn till medlem av stationens säkerhetsstyrka. Kurn upptäcker snart en besökare som försöker att smuggla illegala varor och denne höjer sitt vapen mot Kurn. Resultatet blir ett suicide by cop-scenario, trots att de hade möjligheten att enkelt avväpna brottslingen, gjorde Kurn ingenting och lät sig skjutas. Eftersom en man med dödslängtan är en fara för sig själv och andra, utesluter Odo honom ur säkerhetsstyrkan. Vid ungefär samma tidpunkt upptäcks det att Klingonerna försöker att bryta malm i Bajoransystemet. Worf rekryterar Kurn för att gå ombord på ett Klingonskepp som är dockat med stationen och de kunde avslöja informationen om gruvprogrammet.
Efter att ha insett att hans bror aldrig kommer att återhämta sig från sina förluster låter Worf Dr. Julian Bashir radera det mesta av Kurns minne. Proceduren är framgångsrik och han minns ingenting av sitt tidigare liv när han vaknar. Worf kontaktar en gammal vän till familjen vid namn Noggra, som går med på att ta sig an Kurn som sin son. Noggra berättar för Kurn att han råkat ut för en olycka som har raderat det mesta av hans minne, samt att hans namn är Rodek.
En efterföljande bokserie, som inte är canon (I.K.S. Gorkon) visar Kurn, i sin nya identitet, där han tjänar Klingonimperiet ombord på ett skepp namngett efter kansler Gorkon.

## Lore
Lore är en androidprototyp som spelades av Brent Spiner. Han är bror till Data och B-4. Medan Data är god och B-4 är primitiv är Lore emellertid sofistikerad, smart, avundsjuk och egennyttig, vilket gör honom till den onde tvillingbrodern i gruppen.[källa behövs]
Lore introducerades i avsnittet "Datalore", där han aktiverades. Han återvände i avsnittet "Brothers" och i båda delarna av "Descent", där han i slutet av avsnittet avaktiverades och demonterades permanent.

### Biografi

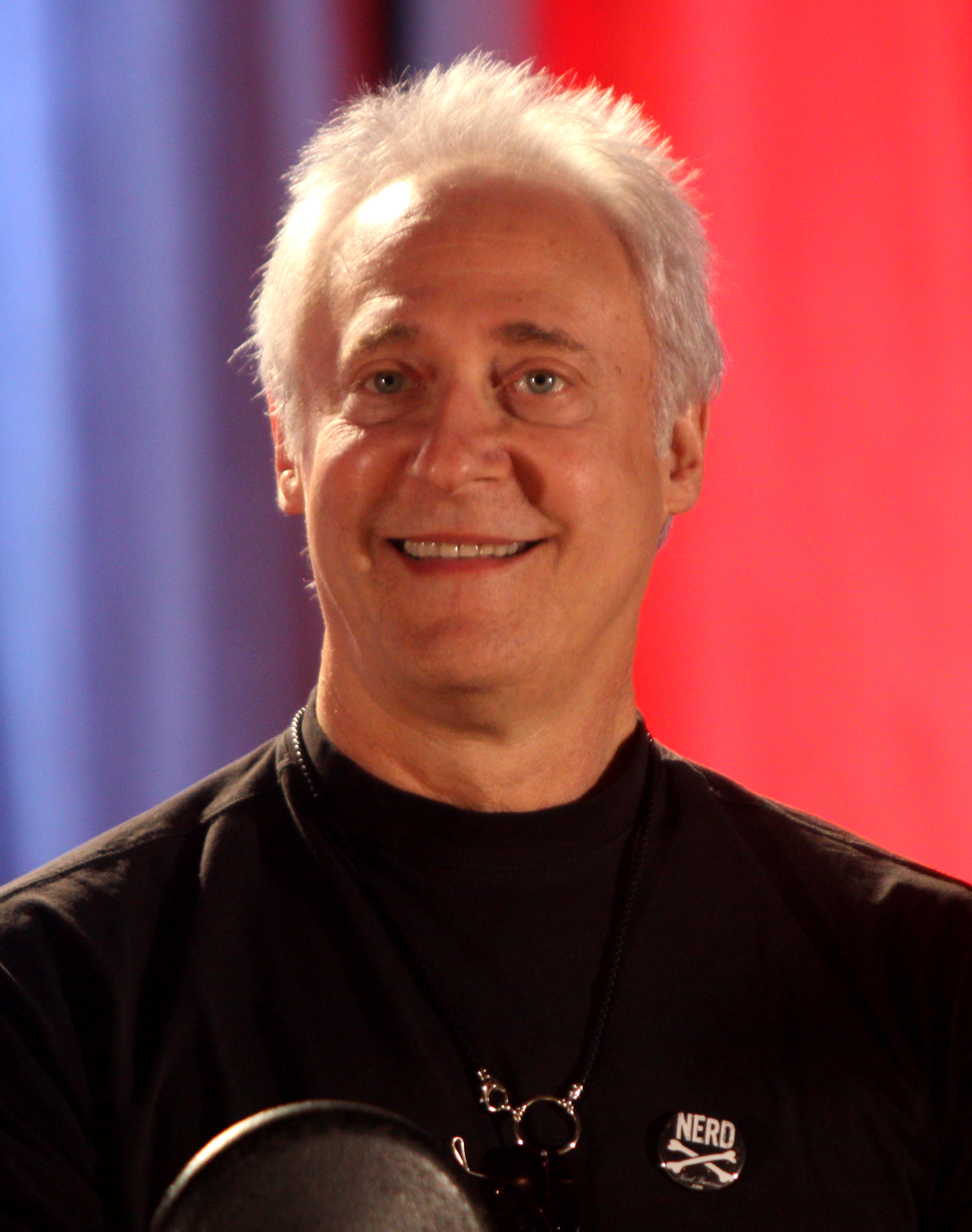
Brent Spiner spelade Data och hans onde bror Lore.

Lore är byggd utifrån Noonien Soongs egen avbild. Han var den fjärde androiden som skapades och den första med en fullt fungerande positroniskhjärna. Lores styrka, hastighet och intelligens var överlägsen människans. Trots att Lores känslor också var avancerade så verkade de instabila och det tycktes som han saknade samvete och med tiden så ledde det till att han började se sig själv som överlägsen människan. 
Det var avsaknaden av samvete och storhetsvansinnet som skrämde de övriga i kolnin på Omicron Theta och de begärde att Soong skulle avaktivera Lore. Innan Lore blev avaktiverad hann han dock i hemlighet kontakta kristallväsendet och erbjöd allt liv på planeten i utbyte mot att han själv skulle bli skonad som ett sätt att hämnas på kolonin. Det var efter att Soong hade avaktiverad Lore som han började med utvecklingen på Lores lillebror Data som utseendemässigt är en identisk kopia av Lore fast med mer utvecklade känslor. 
Enterprise åker till Omicron Theta planeten där Data hittades och blir förvånande över att de kommer till en helt öde planet med total avsaknad av liv trots att det tidigare varit en planet full av liv. De hittar trots allt ett dolt utrymme som använts för att skydda kolonin. I ett laboratorium finner de en android som är helt isärplockad och till synes identisk med Data. De tar med sig delarna till Enterprise för att senare montera ihop dem för att kunna återaktivera Lore. När Lore blivit återaktiverad kontaktar han återigen kristallväsendet så att det ska kunna livnära sig på Enterprise besättning. Hans svek gentemot besättningen upptäcks dock och de börjar se Lores rätta jag. De gör sig av med Lore genom att transportera honom ut i rymden.
Efter att ha drivit runt i rymden så räddas han av besättningen på ett Pakledskepp. Ombord på skeppet lyckades han ta emot en anrop från Soong som var ämnad för Data. han följer anropet till Soongs nya laboratorium på Terlina III. Där har Soong gjort ett känslochip som skulle göra det möjligt för Data att få uppleva mänskliga känslor. Lore lurar Soong att tro att han är Data och stjäl chipet och i ett vredesutbrott så ger han Soong livhotande skador. Lore lyckades fly innan han skulle blivit tillfångatagen. 
2369 träffar Lore på en grupp Borger som hade blivit bortkopplade från det kollektiva medvetandet efter att de kommit i kontakt med Hughs uppfattning om individualitet. Han gör sig snabbt till deras ledare och börjar utföra grymma experiment på dem då han försöker byta ut deras organiska hjärnor mot positroniska komponenter. Borgerna som följer Lore blev mer våldsamma och började mörda istället för att assimilera under deras räder. Han beordrade dem att börja göra räder inom Federationens gränser för att på så sätt locka till sig Enterprise och Data. Han gjorde modifikationer på känslochipet som han stulit av Soong. När det väl blev inopererat i Data förrådde Data besättningen ombord på Enterprise och förenade sig med sin broder Lore.
Geordi La Forge kom på att de kunde återställa Datas etiska program med en kedion pulse vilket gjorde att Data insåg vem hans bror verkligen var och avfyrade en phaser mot sin bror. 
Med det skottet lyckades han avaktivera Lore.

### Inspelningarna
Brent Spiner spelade (och även Soong), förutom i en del scener där en stand in var nödvändig. I en scen i "Datalore", ställer Lore ner ett champagneglas som Data sedan tar upp. Detta uppnåddes genom användning av en rörlig delad skärm.[källa behövs]

### Framträdanden
- "Datalore" (Säsong Ett)
- "Brothers" (Säsong fyra)
- "Descent, del 1" (Säsong Sex)
- "Descent, del 2" (Säsong Sju)

## Lursa och B'Etor
Klingonsystrarna Lursa (spelad av Barbara March) och B'Etor (spelad av Gwynyth Walsh) kallas kollektivt för Systrarna Duras, där de medverkar för första gången i TNG's " tvådelade avsnitt Redemption". Paret är döttrar till Ja'rod och systrar till Duras. Likt de övriga medlemmarna av huset Duras, är de skurkar. I varje framträdande försöker de att destabilisera det högsta rådet och dess relationer med Federationen. 
I avsnittet "Past Prologue" i Star Trek: Deep Space Nine jobbar Lursa och B'Etor med en Bajoransk terrorist. Lursa är gravid i avsnittet "Firstborn", men barnets öde är okänt.
I filmen Star Trek Generations allierar sig systrarna med Dr. Tolian Soran och attackerar USS Enterprise-D. Efter att ha tagit chefsingenjören Geordi La Forge tillfånga och placerat en övervakningsanordning i hans VISOR, har de en möjlighet att utnyttja Enterprise's försvar och allvarligt skada skeppet, vilket leder till förstörelse av fartygets stardrivedel och kraschlandningen av tefatssektionen, men de dödas i striden.
De är kända bland Star Trek-fans för sina särpräglade dräkter, bland annat hål i sin rustning för att visa deras urringningar.

### Framträdanden
Star Trek: The Next Generation
- "Redemption, del 1 och 2"
- "Firstborn"

Star Trek: Deep Space Nine
- "Past Prologue"

Långfilmer
- "Star Trek Generations"

## Alyssa Ogawa
Alyssa Ogawa, som spelades av Patti Yasutake, är en rollfigur i Star Treks fiktiva universum. Rollfiguren medverkar i Star Trek: The Next Generation och i filmen Star Trek Generations som sjuksköterska ombord USS Enterprise-D samt i samma position i Star Trek: First Contact ombord USS Enterprise-E.
Hon mönstrar på rymdskeppet USS Enterprise-D år 2367 som en fänrik i den medicinska avdelningen. År 2370 blir hon på rekommendation av Dr. Beverly Crusher befordrad till graden lieutenant junior grade (TNG: "Lower Decks"). Hon gifter sig samma år med löjtnant Andrew Powell. Kort efter att hon avslöjar att hon är gravid, rapporterar Ogawa till de högre befälen när en skada gör Chrusher invalid (TNG: "Genesis"). Hon var fortfarande gravid i finalavsnittet (TNG: "All Good Things...") och hennes bebis födelse visades aldrig eller refererades till på TV. Det hintades dock i finalen till att hon förlorade sitt ofödda barn på grund av effekterna av en "antitid"s anomali. Detta var en del av en alternativ tidslinje som kapten Jean-Luc Picard som slutligen hindrades från att komma att passera. I en alternativ tidslinje i avsnittet "Parallels" dyker hon upp i ett kort framträdande som skeppets doktor med den uppenbara rangen av befälhavare.
Enligt bokserien Star Trek: Titan jobbar Ogawa ombord Titan's sjukstuga. Hon gifte sig med Andrew Powell ombord Enterprise-D. Powell dödades i slaget om Rigel under Dominionkriget. Ogawa och hennes unge son flyttade över till USS Titan under befälet av kapten Riker för att tjänstgöra i skeppets sjukstuga.

### Framträdanden
Ogawa medverkar i säsong 4-7 av Star Trek: The Next Generation och i filmerna Star Trek Generations och Star Trek: First Contact.

## Alexander Rozhenko
Alexander Rozhenko är en fiktiv figur i science fiction-serierna Star Trek: The Next Generation och Star Trek: Deep Space Nine. Han är son till klingonen Worf och halv-klingonen-halv-människan K'Ehleyr, vilket gör Alexander tre fjärdedelars klingon. Efter sin mors död, skickades han till Jorden för att bo med Worfs adoptivföräldrar Sergey och Helena Rozhenko, tills han kom att bli en besvärlig ungdom i behov av sin far. Han använde Worfs efternamn från jorden, Rozhenko, även att hans far inte gjorde det. Han återförenades med Worf ombord Enterprise-D fram till slutet av serien då han återvände till Jorden. Han gick senare med i den klingonska militären i dess kamp mot Dominion där han kom att tjänstgöra under sin far, som var general Martoks XO ombord skeppet IKS Rotarran.
I avsnittet "Reunion" spelades Alexander av Jon Paul Steuer. I följande avsnitt spelades han som barn av Brian Bonsall. Alexander som tonåring spelades av Marc Worden och den vuxne Alexander från framtiden spelades av James Sloyan.

### Framträdanden
Star Trek: The Next Generation
- "Reunion" – K'Ehleyr återvänder till Enterprise med Alexander. K'Ehleyr dör, vilket leder till att Worf måste ta hand om Alexander (Worf frågar senare sina fosterföräldrar att ta hand om sin son).
- "New Ground" – Worf måste snabbt lära sig om föräldraskap när Alexander kommer för att bo med honom på Enterprise.
- "Ethics" – Worf lider en bruten rygg och Alexander måste komma till rätta med inför sin fars död.
- "Cost of Living" – Deanna Trois mor Lwaxana anländer till Enterprise och leder Alexander vilse.
- "Imaginary Friend" – Alexander får skulden när en (osynlig) imaginära vän börjar orsakar kaos.
- "Rascals" – När kapten Picard och några andra besättningsmedlemmar förvandlas till barn, hjälper Alexander dem att återta skeppet från inkräktare.
- "A Fistful of Datas" – Alexander, Worf och Deanna Troi tar del av en Westernhistoria på holodecket.
- "Firstborn" – En framtida version av Alexander reser tillbaka i tiden för att övertyga den yngre Alexander att omfamna sin klingonska krigararv.

Star Trek: Deep Space Nine
- "Sons and Daughters" – En främmande Alexander återförenas med sin far och de invigs i huset Martok.
- "You are Cordially Invited..." – Alexander deltar i sin fars bröllop med Jadzia Dax.

## Lwaxana Troi
Lwaxana Troi är en fiktiv karaktär spelad av Majel Barrett, (fru till Star Trek-skaparen Gene Roddenberry) och är Enterprises rådgivare Deanna Trois betazoidmor. Hennes fullständiga titel är "Lwaxana Troi, dotter till femte huset, Innehavare av den heliga bägaren av Rixx, arvinge till de heliga ringarna av Betazed". Hon framställs som lite av en präktig prima donna och är allmänt olämpligt uppmärksamhetssökande, till den grad att hon i det närmaste upplevs som histrionisk, ofta med hjälp av sina telepatiska förmågor som hon utövar på andra för att provocera fram kontroverser. Hon hade alltid en romantisk förkärlek till kapten Jean-Luc Picard. Hennes samspel med Alexander Rozhenko tyder på att hon har en angenäm effekt på små barn.
Troi är änka till Ian Andrew Troi och mor till Deanna Troi. Deanna ofta känner sig generad av sin mors högdragna personlighet och grälla modekänsla.
Hon tjänstgör som Betazoids ambassadör till Federationen. Som en betazoid har hon telepatiska förmågor. Hon har besökt USS Enterprise-D vid ett flertal tillfällen. Hennes framträdanden involverar ofta det eviga sökandet efter en man, med kikaren siktad på en diplomatisk minister, en utomjordisk forskare som är dömd till att dö genom ett kultur-krav, samt kapten Jean-Luc Picard.
En annan historia cirkulerar kring Deannas äldre syster Kestra som dog i en olycka i barndomen, när Deanna var ett spädbarn. Detta förklarar också varför Lwaxana hänvisar till Deanna som "lillan". När Lwaxana faller i djup koma utforskar Deanna sin mors sinne, och upptäcker minnen av Kestra.
Förutom Deanna och Kestra har Lwaxana Troi också en son, vars far är en tavnian som heter Jeyal. Hon gifter sig en kort stund med Odo för att annullera Jeyals anspråk på barnet.

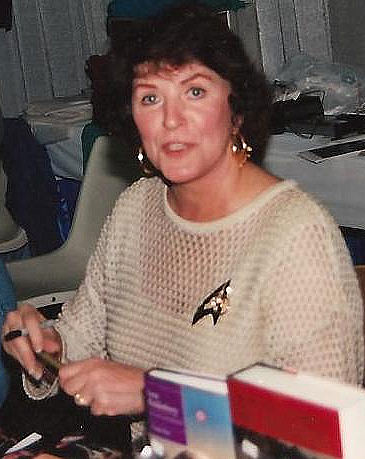
Majel Barrett spelade Lwaxana Troi, Deannas mor.

### Framträdanden
Star Trek: The Next Generation
- "Haven" – närvarar vid Deannas vigsel till Wyatt Miller, som sedan inte genomföljs.
- "Manhunt" – letar efter en ny man.
- "Ménage à Troi" – kidnappas av en ferengi.
- "Half a Life" – upptäcker att en vetenskapsman som hon utvecklat känslor för avkrävs att avsluta sitt eget liv.
- "Cost of Living" – hanterar sin medelålderskris och agerar mentor åt Alexander Rozhenko.
- "Dark Page" – faller i koma. Deanna ger stöd under Lwaxanas återhämtning, och lär sig samtidigt mer om sin storasyster Kestra, och dennes död.

Star Trek: Deep Space Nine
- "The Forsaken" – hjälper Odo att ta tag i sina personliga problem.
- "Fascination" – blir involverad i en bajoransk kärleksfestival.
- "The Muse" – gifter sig tillfälligt med Odo för att skydda vårdnaden av sin ofödda son.

### Mr. Homn
I de flesta av Lwaxanas framträdanden i Star Trek: The Next Generation reser hon med sin extremt långe betjänt Mr. Homn (Carel Struycken). I "The Ceremony of Innocence is Drowned", en del av den icke-officiella novellantologin Tales of the Dominion War, dödas Homn när Jem'Hadar invaderar Betazed. Homn talade sällan. Hans enda replik finns i avsnittet "Haven", där han säger "Tack för dryckerna."